# Дуб черешчатий (Яхники)
Дуб чере́шчатий (Дуб в селі Яхники) — ботанічна пам'ятка природи місцевого значення в Україні. Розташована в межах Лохвицького району Полтавської області, при північно-західній околиці села Яхники (біля колишньої лікарні).
Площа 0,01/1. Статус надано згідно з рішенням облвиконкому № 555 від 24.12.1970 року. Перебуває у віданні: Яхниківська сільська рада.
Статус надано для збереження одного екземпляра вікового дуба. Висота дерева 30 м, обхват стовбура 7,1 м, вік близько 800 років. Вважається одним з найстаріших дубів України.
У дереві є дупла, тому потрібне лікування, а також встановлення огорожі та охоронного знаку.

## Галерея

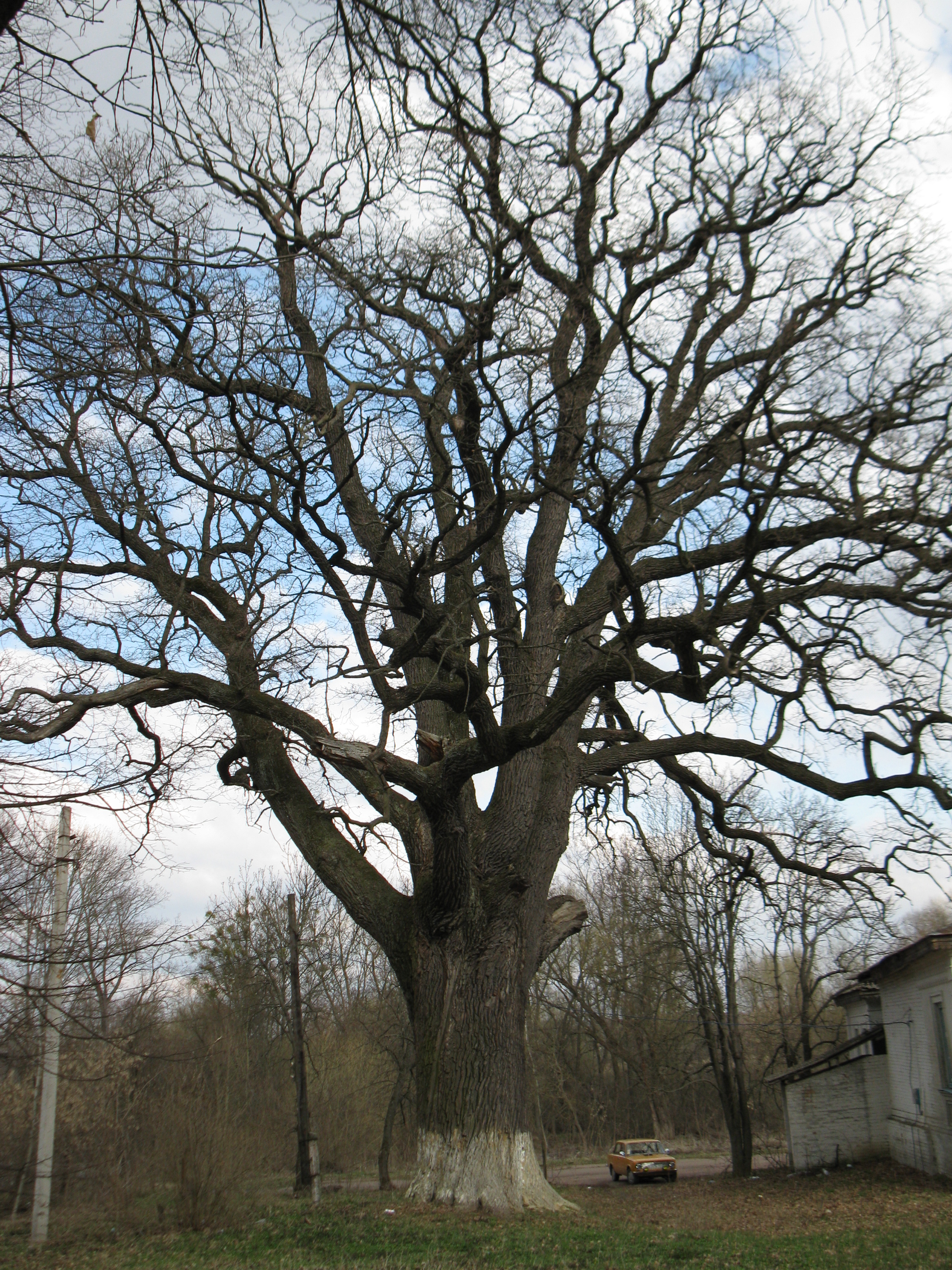
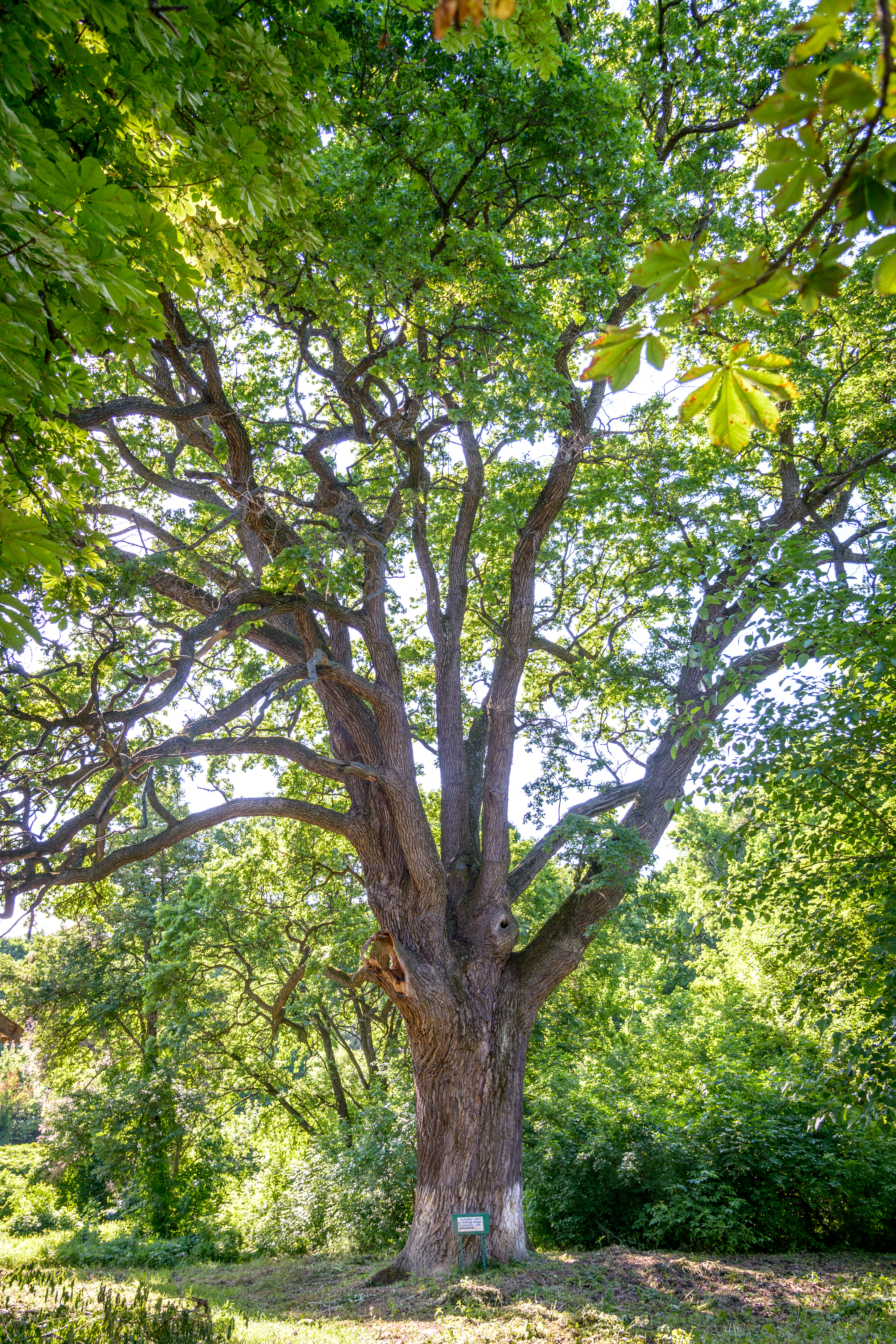
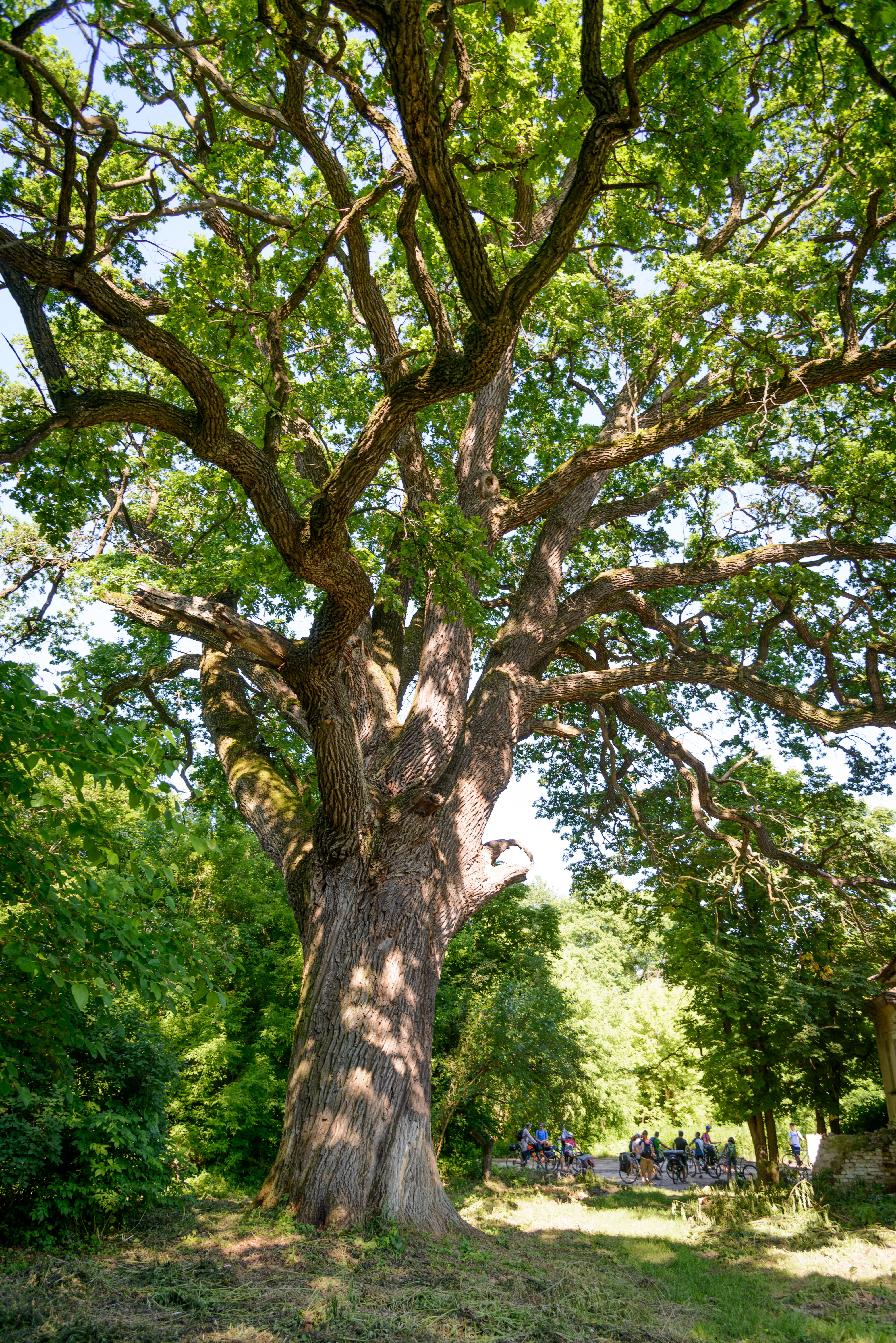
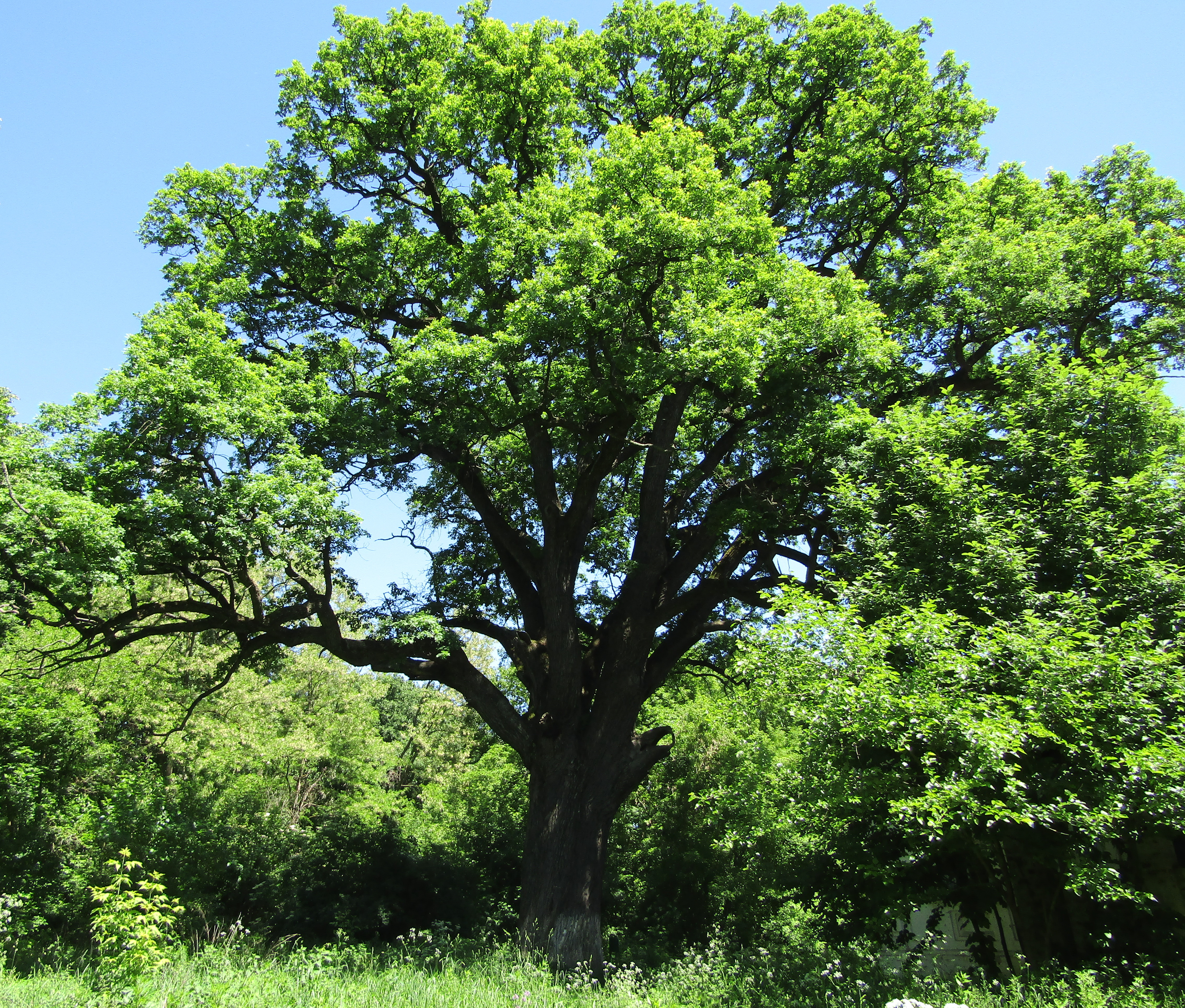
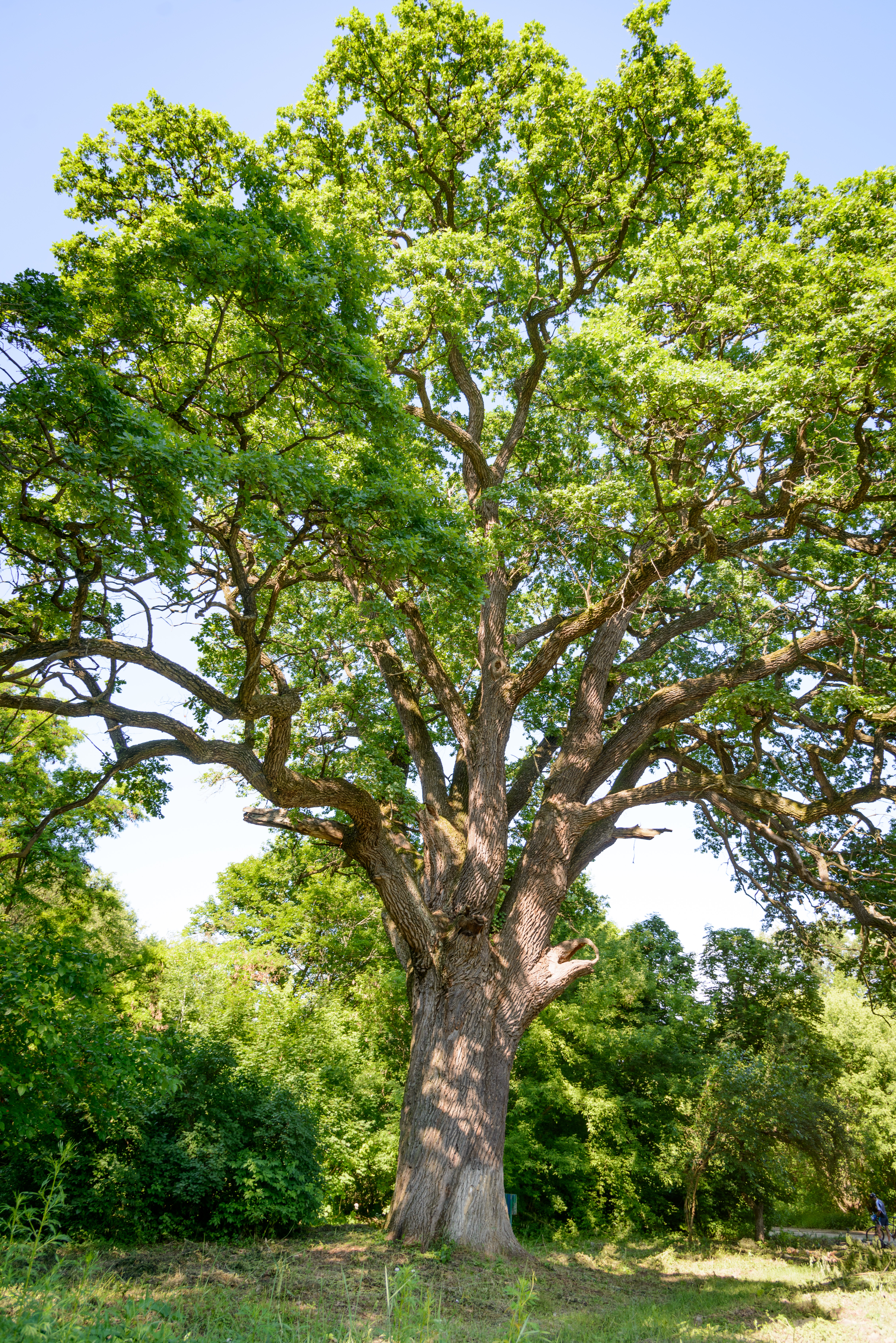